# Афанасий (Кальнофойский)
Афанасий Кальнофойский (1-я половина XVII века) — инок Киево-Печерского монастыря, церковный писатель.

## Жизнеописание
Инок Афанасий происходил из православной шляхты Галиции. Предполагают, что его отцом был Гавриил (Габриэль) Кальнофойский, благодетель Лавры в Киеве.
Преподобный Афанасий известен своим сочинением, изданным вслед за «Патериком Печерским» митрополита Сильвестра Коссова: «Тератургима, или чудеса, совершившиеся, как в самом Печерском монастыре, так в обеих его пещерах» (пол. «Τερατούργημα, lubo Cuda, ktore były tak w samym świętocudotwornym monastyru Pieczarskim Kiiowskim, iako y w obudwu świętych pieczarach, w których po woli Bożey błogosławieni oycowie pieczarscy, pożywszy, ciężary ciał swoich złożyli»). 
Книга написана на старопольском языке и издана в 1638 году по благословению митрополита Петра Могилы, после цензуры и тщательных правок («доброго полирования») в Могилянском коллегиуме. Одна из целей издания — опровергнуть утверждения униатов и иезуитов, что Господь отвернулся от православных и у них нет больше чудес. В «Тератургиме» описано 64 чуда за 1594—1637 в лавре и её пещерах, подробное описание пещер, храмов и построек монастыря, перечень надгробий людей, похороненных в пределах монастыря, перечислены знатные покровители лавры, критикуются неверующие в истинность чудес, происходивших в монастыре.
Афанасий Кальнофойский также участвовал в издании сочинения Илариона Денисовича «Описание чудес Купятицкой иконы Божией Матери», дополнив его своими толкованиями.